# Reino de los Serbios, Croatas y Eslovenos
Reino de los Serbios, Croatas y Eslovenos (en serbocroata: Kraljevina Srba, Hrvata i Slovenaca / Краљевина Срба, Хрвата и Словенаца; en esloveno: Kraljevina Srbov, Hrvatov in Slovencev) fue el nombre de un Estado balcánico que existió desde el 1 de diciembre de 1918 al 3 de octubre de 1929, conocido habitualmente por Yugoslavia. Comprendía aproximadamente el área de las provincias de Bosnia y Herzegovina, Serbia, Montenegro, Macedonia del Norte y la mayor parte de los territorios de Croacia y Eslovenia.
Al finalizar la Primera Guerra Mundial, la disolución del Imperio austrohúngaro permitió la unión de varias comunidades eslavas de los Balcanes en un nuevo país, que reunió las antiguas monarquías serbia y montenegrina con territorios del Imperio austro-húngaro. El nuevo reino, de gran diversidad económica, social, lingüística, legal y política, comenzó su existencia de manera turbulenta, rodeado de naciones hostiles y con el desacuerdo fundamental sobre la forma del Estado (centralista o federal) que marcó toda su existencia. Políticamente inestable y convulso, con un continuo relevo de gabinetes de corta vida, tampoco fue capaz de aplicar medidas económicas y sociales que mejorasen sustancialmente la pobreza en la que se hallaba gran parte de su población. La crisis política y el estancamiento de las reformas llevó a la instauración de una dictadura real en 1929 que dio paso a un nuevo periodo en el que el país cambió de nombre, convirtiéndose oficialmente en Reino de Yugoslavia.

## Antecedentes
Desde el siglo XIX, había existido entre la intelectualidad de las comunidades de eslavos de los Balcanes, sobre todo entre la croata, una corriente partidaria de unificar a sus miembros en un Estado o región única dentro de las naciones existentes.
En el periodo anterior a la Primera Guerra Mundial, hubo proyectos de modificar la estructura dual del Imperio austrohúngaro para agrupar a los eslavos del sur en una nueva unidad administrativa imperial, pero nunca llegaron a fructificar, principalmente por la hostilidad magiar a desprenderse de parte de su territorio y la falta de apoyo de la Corona a las iniciativas.
Durante la guerra mundial, se desarrolló una complicada serie de maniobras políticas y de propaganda entre el Gobierno serbio, habitualmente más interesado en la expansión territorial de su país que en la unificación de los eslavos meridionales, el Comité Yugoslavo, formado por algunos políticos eslavos exiliados de Austria-Hungría, y los políticos eslavos que habían permanecido en el Imperio. El apoyo de la Triple Entente a la expansión de Serbia o la formación de un nuevo Estado yugoslavo era intermitente y mudaba generalmente según la situación militar, variando además de unos países a otros.

## Formación del Estado

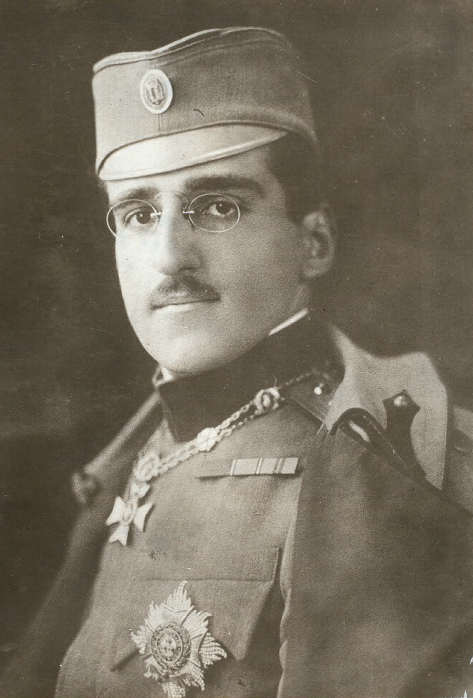
Alejandro I de Yugoslavia, regente serbio durante la Primera Guerra Mundial y rey yugoslavo desde la muerte de su padre en 1921, conjugó su deseo de unificar el país con una incoherente política de enfrentamiento de los grupos políticos. Tras proclamar una dictadura real en 1929 que no logró resolver los problemas políticos y económicos de la nación, fue asesinado por un terrorista opositor en 1934.

El origen de los territorios del nuevo Estado eslavo.
Austria-Hungría
Cisleitania («Austria»)
Transleitania («Hungría»)
Bosnia y Herzegovina
Otros
Reino de Serbia
Reino de Montenegro
Bulgaria
----
SERBIA Países antes de 1914
ITALIA Países tras la Primera Guerra Mundial

Ante la inminente derrota de los Imperios Centrales en la contienda, se creó con el beneplácito del emperador Carlos una junta nacional con sede en Zagreb que agrupó a los políticos yugoslavos de la monarquía, mientras el Comité Yugoslavo continuaba sus conversaciones en el extranjero con el Gobierno serbio, encabezado por el veterano político Nikola Pašić, generalmente de ideología panserbia. Mientras los políticos austrohúngaros veían en Serbia un protector frente a las ambiciones territoriales italianas en el Adriático, pero no deseaban convertirse en una simple extensión del Reino de Serbia, el Gobierno serbio mostraba escasa simpatía por sus planes federalistas, que solamente aumentó con las derrotas militares y la pérdida del apoyo de la Rusia zarista a causa de la Revolución de Febrero de 1917.
A pesar de los intentos del emperador de evitar la desintegración del Imperio, la junta de Zagreb proclamó la independencia de los territorios eslavos sureños el 29 de octubre de 1918. El 18 de noviembre de 1918, la nueva asamblea revolucionaria de Montenegro declaró la unión del reino con el de Serbia.
Finalmente, el 1 de diciembre de 1918, una delegación de la junta nacional de Zagreb viajó a Belgrado y ofreció la jefatura del Estado al príncipe regente de Serbia, Alejandro, que proclamó el nuevo Reino de los Serbios, Croatas y Eslovenos. La incapacidad de la Junta de Zagreb de formar unas fuerzas armadas suficientes para controlar los disturbios sociales y el temor a los Ejércitos austriaco e italiano hicieron que la elite de los territorios austrohúngaros se precipitase a solicitar la ayuda serbia, sin establecer condiciones. Únicamente el político croata Stjepan Radić, por entonces a la cabeza de unos pocos diputados por la gran restricción del derecho a voto, se opuso en vano a la unión sin garantías de que Serbia formaría una federación o se concedería autonomía a los territorios. Estas acciones se debieron a que la política croata la habían dominado hasta entonces representantes de la burguesía y la intelectualidad a causa de lo limitado que estaba el sufragio, situación que cambió radicalmente cuando los campesinos obtuvieron el derecho al voto en el nuevo país y el Partido Campesino Croata creció notablemente.
El Estado tardó en recibir el reconocimiento de la Entente. La unión no fue sencilla y ya el 5 de diciembre se produjeron choques entre la población de Zagreb y las tropas serbias. En 1919 el descontento en el territorio croata había crecido lo suficiente como para que Radić pudiera recoger 167 667 firmas a favor de la independencia.

## Territorios y población del nuevo país

### Territorios
El nuevo reino se formó a partir de los antiguos Estados monárquicos independientes del Reino de Serbia y del Reino de Montenegro, parte de cuyos territorios eran de reciente adquisición —habían sido otomanos hasta las guerras de los Balcanes de 1912-1913—, así como una cantidad sustancial de territorio que antiguamente formaba parte del Imperio austrohúngaro. Las tierras de Austria-Hungría que pasaron al nuevo Estado incluían: Croacia, Eslavonia —del Reino de Croacia-Eslavonia, autónomo— y Voivodina de la parte húngara del imperio; Carniola, parte de Estiria y la mayor parte de Dalmacia del lado austríaco —fundamentalmente tierras de población eslovena—, además de la provincia imperial de Bosnia y Herzegovina, que las dos partes del imperio habían administrado conjuntamente. Además, Bulgaria, vencida en la contienda mundial, tuvo que ceder algunos enclaves poblados por unas setenta mil personas.
Un plebiscito se llevó a cabo en la provincia de Carintia (10 de octubre de 1920), que optó por seguir en Austria, a pesar de la ocupación militar yugoslava. La frontera italo-yugoslava quedó fijada en el Tratado de Rapallo (12 de noviembre de 1920). El puerto dálmata de Zadar y unas cuantas islas dálmatas fueron otorgadas a Italia, a la que se le habían prometido en el Tratado de Londres de 1915. La ciudad de Rijeka (del italiano: Fiume) fue declarada ciudad-Estado libre, pero pronto fue ocupada y anexada en 1924 por Italia. Las tensiones en la frontera con Italia continuaron: los italianos reclamaban más zonas de la costa dálmata y Yugoslavia, por su parte, la península de Istria, parte de la antigua provincia costera austríaca que había sido anexada a Italia, pero que contenía una población considerable de croatas y eslovenos —alrededor de medio millón—. La frontera rumano-yugoslava se trazó dividiendo el Banato entre los dos países, acto que dejó minorías en las dos naciones. La frontera albanesa, cuyo trazado se llevaba discutiendo desde los tiempos de las guerra balcánicas, se fijó por fin en 1926; dejó a medio millón de personas de cultura albanesa en el reino yugoslavo. En total el nuevo país ocupaba una superficie de 247 542 kilómetros cuadrados.

### Población
El nuevo país tenía unos doce millones de personas cuando se fundó, de los que unos dos millones pertenecían a las diversas minorías. La población era predominantemente rural: en 1931 solo tres ciudades sobrepasaban los cien mil habitantes y otras cuatro contaban con más de cincuenta mil. Solamente el 8,1 % de la población residía en municipios de más de 20 000 habitantes, y este porcentaje creció poco a lo largo del período de entreguerras.
El crecimiento de la población durante el periodo fue muy grande, uno de los mayores de Europa, con una media del 1,45 % anual. Dado el escaso crecimiento de la industria y de los puestos de trabajo fuera de la agricultura, el gran aumento de la población originó sobrepoblación en los pueblos, donde el nivel de vida era de miseria general. Los mayores crecimientos de población se dieron en el sur del país, que ya era de por sí la zona más pobre, lo que agravó las tensiones políticas.

## Retos del nuevo Estado
El nuevo Gobierno intentó integrar al nuevo país tanto política como económicamente, una tarea difícil debido a la gran diversidad de idiomas, nacionalidades y religiones en el nuevo Estado, la historia diferente de las regiones y las grandes diferencias entre las regiones en cuanto al desarrollo económico.
En general, los políticos croatas consideraban a sus colegas serbios del antiguo reino como faltos de educación y atrasados, mientras que estos calificaban a los políticos croatas inestables en sus posturas y faltos de fuerza moral. Los políticos croatas, casi siempre desprovistos de poder durante el periodo austrohúngaro por el control de Budapest, habían adquirido una actitud esencialmente obstruccionista y de oposición. El principal partido serbio, el Radical, había evolucionado desde una postura campesina y cuasirrevolucionaria a otra ultraconservadora, reaccionaria y panserbia. Los partidos de la antigua Serbia, acostumbrados a gestionar su propio Estado y política, se veían a sí mismos como pragmáticos, mientras que consideraban a los exaustrohúngaros como meros opositores a cualquier medida.
El reino contaba con numerosas religiones: los croatas y eslovenos eran mayoritariamente católicos; los serbios, ortodoxos; y en Bosnia y el sur del país abundaban los musulmanes. Además de la mezcla de culturas, el país contaba con minorías en todas sus fronteras. La visión de cómo debía organizarse la administración del Estado no era, además, uniforme, perfilándose dos tendencias claras: la centralista y la federativa. La diferencia tenía su origen en las diferentes historias de los territorios. Para los serbios del antiguo reino, la creación de la nueva unión yugoslava era fundamentalmente un paso más en el proceso de «liberación» de los territorios serbios y sudeslavos en general de la autoridad de los imperios vecinos —primero el otomano y luego el austrohúngaro—. La expansión del Reino de Serbia se había hecho con un sistema estatal centralizado, que resultaba natural para los políticos serbios del antiguo reino. Para los políticos de origen austrohúngaro, especialmente para los croatas de Croacia-Eslavonia, el referente era el sistema de autonomía que habían conocido hasta el final de la contienda mundial y el dualismo austrohúngaro, que trataron vanamente de implantar.
Económicamente el país tampoco se encontraba en buenas condiciones: el antiguo Reino de Serbia había sufrido una dura ocupación durante la guerra y había perdido alrededor de un quinto de su población, entre un cuarto y la mitad de su ganado y una parte sustancial de sus infraestructuras de transporte, viviendas y granjas. La destrucción en los territorios austrohúngaros había sido menor, aunque considerable. En total, los territorios del nuevo país habían perdido casi dos millones de habitantes entre 1912 y 1918.

## Resumen del periodo
La década que transcurrió desde la formación del Estado hasta la proclamación de la dictadura real a comienzos de 1929 abarcó cuatro periodos:
- La organización del país y las discusiones sobre su grado de centralismo (1918-1921).
- La polarización de los partidos croatas y serbios (1921-1925).
- La desintegración de los partidos serbios (1925-1927).
- La oposición de los croatas y «serbios austrohúngaros» (prečani) al resto de agrupaciones (1927-1928).

La inestabilidad era crónica y ningún Gobierno logró cumplir sus cuatro años de mandato. Solo un Gobierno fue sustituido por ser derrotado en el Parlamento, el resto de los numerosos del periodo lo fue por manejos y maniobras políticas; se sucedían las intrigas entre partidos, las disputas sobre el poder para favorecer a los partidarios de cada formación y los cambios de alianzas. Las dos primeras elecciones de la década estuvieron amañadas y las dos últimas marcadas por las presiones de la policía. El control de la Administración y de su capacidad para favorecer a los que los respaldaba quedaron casi todo el periodo en manos de los serbios del antiguo reino (srbijanci), los eslovenos y los musulmanes bosnios. Los srbijanci controlaban también el Ejército y los bancos. El funcionariado estaba mal pagado, era parcialmente corrupto y de peor calidad que el austrohúngaro. Además, los peores funcionarios solían enviarse a las zonas más complicadas políticamente (Macedonia o Voivodina) con efectos políticos desastrosos.
No todos los territorios tenían la misma presión fiscal (más alta en los antiguos territorios austrohúngaros, menos devastados en la guerra mundial) ni las mismas leyes, que no llegaron a unificarse.
Los campesinos, más de tres cuartos de la población, no contaban políticamente. Incluso los partidos teóricamente agrarios estaban controlados por la burguesía, la burocracia o los intelectuales. Dado el poco peso del capital privado y la importancia económica del Estado, la lucha entre los diferentes partidos por controlarlo y usarlo para sus propios fines fue feroz, aparcándose a la vez las posibles reformas sociales y económicas. El analfabetismo también aquejaba al nuevo país: un 51 % de la población era analfabeta cuando se fundó y el porcentaje apenas se redujo al 40 % al final del período de entreguerras.

### Gobierno burocrático-militar
Entre la proclamación del nuevo Estado y la aprobación de la nueva Constitución en 1921, el nuevo país se rigió por la antigua Constitución serbia y fue administrado por el funcionariado y el Ejército serbios, que se apresuró a disolver las unidades austrohúngaras y a despedir a sus oficiales. Estos años fueron un periodo de relativo estancamiento. El Gobierno, en manos de los partidos serbios, estaba teóricamente controlado por un Parlamento provisional no elegido —formado en marzo de 1919—, del que quedaron excluidos las minorías y los opositores macedonios y montenegrinos.
El campesinado, por su parte, había sufrido una gran transformación en la guerra: influido por los cambios de la contienda y las nuevas ideologías, exigía reformas que acabasen con su anterior sumisión a la burguesía y la burocracia estatal, que consideraba explotadora. En los territorios austrohúngaros, reclamaba una reforma agraria inmediata, mientras que en Serbia y Montenegro solicitaba crédito barato. A pesar de que el Estado tomó medidas a comienzos de 1919 que eliminaron el peligro político inmediato del malestar campesino, a estas no les siguieron durante el resto del periodo otras para mejorar la situación del campesinado. En un país con alrededor de tres cuartas partes de la población dedicada a las labores del campo, el Ministerio de Agricultura no solía disponer de más de un 1 % del presupuesto estatal. Sí hubo, empero, una gran reforma de la propiedad que a lo largo de la década posterior a la guerra afectó fundamentalmente a los antiguos territorios austrohúngaros. Los latifundios de más de cien hectáreas fueron expropiados con bonos del Estado y entregados a los labradores, que tenían treinta años para compensar al Estado. La medida, motivada por razones políticas y sociales, fue perjudicial económicamente, salvo en Bosnia y Dalmacia: creó una serie de propiedades con capital exiguo y sin métodos modernos de explotación que además redujo el personal empleado en una zona ya de por sí con exceso de población campesina. En Bosnia y Dalmacia, con un sistema aún semifeudal, la entrega de la tierra a los labradores acrecentó la producción.
En estos años, el principal partido de la antigua Serbia, el de los Radicales, pudo contar con la alianza de su antigua escisión más progresista, la de los Demócratas, en este periodo más centralistas incluso que los primeros. Durante este periodo, crecieron los extremistas tanto entre los centralistas como entre sus adversarios.
Las elecciones municipales de 1920 y las de la asamblea constituyente de noviembre de 1920 fueron tensas, pero, en general, libres (aunque no pudieron participar los militares, las minorías alemana y húngara y los resultados de Montenegro y Macedonia eran dudosos). Eran las primeras votaciones que se celebraban en el país tras casi dos años de existencia y seis Gobiernos distintos.

### La redacción de la Constitución
En las elecciones del 28 de noviembre de 1920, el Partido Campesino Croata de Radić obtuvo cincuenta escaños en las elecciones para la Asamblea constituyente, siendo el cuarto partido con más parlamentarios, pero se negó a acudir a las sesiones, como ya había hecho con las del preparlamento de 1919. Su postura parecía poco clara y de simple oposición, pues se negaba a aceptar la inclusión de los territorios de población croata en el nuevo Estado y las condiciones en las que se produjo, a pesar de haber sido aprobada por el antiguo parlamento de Croacia-Eslavonia.
Por su parte, Nikola Pašić, el principal político serbio, mantenía su ideología panserbia y parecía incapaz de comprender la idea yugoslava. La negativa de Radić a participar, sin embargo, lo favoreció: le otorgaba una mayoría suficiente para desarrollar su política. Intentó lograr un acuerdo con los moderados croatas, pero, al no conseguirlo, acabó por pactar con los Demócratas ante el boicoteo de los diputados croatas.
Los comunistas, la tercera fuerza en escaños, se negó a jurar la Constitución y poco después fueron disueltos por el Gobierno, aprovechando el asesinato del ministro del Interior y el atentado fallido contra el príncipe Alejandro, sucesos en los que la jefatura comunista negó haber participado. El partido comunista siguió atrayendo a gran número de descontentos y brillantes miembros de la intelectualidad joven a pesar de ser víctima de una dura represión, aunque disipó sus fuerzas en disputas internas y para 1922 era una agrupación clandestina marginal.
Stojan Protić, primer ministro en 1920, había presentado un borrador de Constitución liberal, pero el regreso al Gobierno de Pašić supuso la derrota de esta propuesta y su sustitución por otra que encarnaba la tradicional administración centralista serbia, con escasas concesiones a los adversarios de esta estructura de Estado. La propuesta gubernamental era fundamentalmente una actualización de la antigua Constitución serbia. Pašić volvió al Gobierno en 1921, ocupando a la vez el cargo de ministro de Asuntos Exteriores. Maestro de la intriga política, el veterano político serbio se rodeó de personajes de carácter dudoso y rápido enriquecimiento a la sombra del Gobierno.
La negativa de Radić a participar en la redacción de la nueva constitución y la progresiva ausencia de los grupos más disconformes con el borrador centralista de Pašić le permitieron a este lograr la aprobación de la llamada «Constitución de Vidovdan», centralista. En esto recibió el apoyo de sus rivales del Partido Demócrata, especialmente de su dirigente Svetozar Pribićević, principal defensor del modelo centralista. Obtuvo también el apoyo del JMO bosnio —a cambio de limitaciones en la aplicación de la reforma agraria en Bosnia— y de ciertos diputados agrarios eslovenos. Pronto, sin embargo, los contrarios al centralismo propusieron reformas constitucionales, que no fructificaron. Aprobada por una mayoría simple, la Constitución exigía tres quintos del Parlamento para poder ser modificada, porcentaje que nunca se alcanzó. El país quedó dividido en treinta y tres unidades (oblasti) con escasa autonomía, administrado desde el Gobierno central por un funcionariado inadecuado y a veces corrupto o brutal.
Alejandro ascendió al trono yugoslavo el 16 de julio de 1921, tras fallecer su padre, el rey Pedro.

### Los nuevos Gobiernos de Pašić

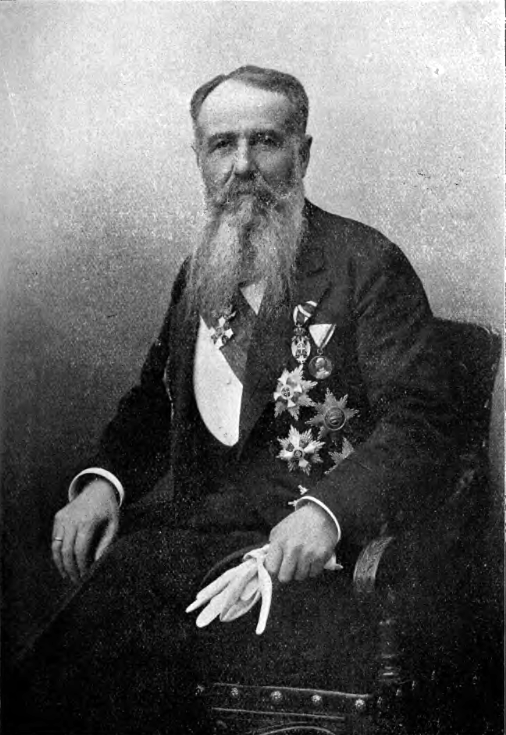
Nikola Pašić, veterano primer ministro y principal político serbio, defendió fundamentalmente una política panserbia y centralista, opuesta al federalismo. Fue el principal adversario de Stjepan Radić, aunque acabó formando Gobierno con él poco antes de su muerte.

Pašić formó un Gobierno de coalición con los Demócratas, pero, cuando estos entablaron conversaciones también con Radić, Pašić dimitió y formó un nuevo Gobierno únicamente Radical, con apoyo del JMO en diciembre de 1922. Parte de los demócratas habían tratado de acabar con la polarización entre la intransigente centralización gubernamental y la oposición rotunda del «bloque croata» encabezado por Radić. Pašić logró que su partido fuese el más numeroso del Parlamento surgido de las elecciones que siguieron en marzo de 1923, pero no obtuvo la mayoría absoluta que le hubiese permitido gobernar en solitario. En estas votaciones, quedó muy reducido el grupo parlamentario agrario serbio y desaparecieron los comunistas, perseguidos. Salieron reforzados los partidos regionalistas mientras que se debilitaron aquellos que hacían hincapié en la necesidad de abordar problemas sociales. El asunto que centró la campaña fue la conveniencia de reformar la constitución, en la que los croatas votaron fundamentalmente a favor de ello y los serbios, en contra. El resultado fue un agravamiento de la polarización política.
Pašić hubo de volver a formar una coalición al no contar con mayoría: emprendió negociaciones con Radić, que fracasaron, lo que llevó a Pašić a buscar el apoyo puntual de formaciones menores para gobernar en solitario en mayo de 1923. Se volvía así a la situación de inestabilidad anterior a las elecciones de 1923. Mientras, Radić continuaba con sus campañas contra el Gobierno central, esta vez solicitando ayuda italiana durante una delicada crisis italo-yugoslava sobre el puerto de Fiume, para disgusto de los serbios, que creían que el Estado estaba arriesgándose a un enfrentamiento con Mussolini a causa de un puerto croata. Al quedar implicado su secretario en una conspiración contra el Estado con apoyo extranjero, Radić huyó del país con pasaporte falso en julio de 1923. Denunció la Constitución, a la dinastía y al Gobierno desde su exilio en Viena, pero no logró obtener apoyo de los gobiernos británico y francés, que le recomendaron que defendiese su programa en las Cortes yugoslavas.
En 1923 y 1924, el Demócrata Ljubomir Davidović, tratando de sustituir a Pašić al frente del Gobierno, solicitó el fin del boicoteo del parlamento a Radić, que decidió por fin enviar a los diputados croatas a la Cámara para facilitar la caída de su antiguo rival Pašić. Este dimitió en marzo de 1924, pero no consiguió que el rey accediese a convocar nuevas elecciones; se mantuvo al frente del Gobierno merced a parte de los demócratas encabezados por Pribićević, que se escindieron del partido —fundaron el Partido Democrático Independiente— y lo sostuvieron temporalmente, aunque ya se encontraba en minoría. La inestabilidad de su posición hizo que Pašić dimitiese en julio y el rey encargase a Davidović formar el nuevo Gobierno, con la participación del JMO, el Partido Popular Esloveno y los demócratas y el apoyo externo de los campesinos croatas. Pronto, sin embargo, las críticas de Radić al rey, a la familia real y al Ejército hicieron que cayese el gabinete de Davidović por la dimisión del ministro de Defensa, que no las toleraba. Incapaz de encontrar al tradicional militar para la cartera de Defensa, Davidović hubo de dimitir y dar paso a otro gabinete de Pašić. Radić fue arrestado en diciembre en virtud de la misma legislación que había permitido la prohibición del partido comunista, aprovechando que aquel había hecho ingresar al Partido Campesino Croata en la Krestintern, dominada por la Internacional Comunista. El monarca permitió que Pašić convocase nuevas elecciones para febrero de 1925.

### Coalición serbocroata
El apoyo a Radić menguó en las elecciones de febrero de 1925 y el rey fue capaz de convencerlo para participar en el Gobierno, en el que asumió la cartera de Educación en noviembre, después de que cuatro miembros del partido ingresasen en julio en el Gobierno presidido por Pašić. Este cambio no mejoró, sin embargo, las relaciones entre Radić y los partidos serbios, aunque sí rebajó la tensión temporalmente. La relación entre Radić y el monarca, por el contrario, se mantuvo cordial hasta el asesinato de aquel.
Hartos de las críticas al gabinete y de sus excentricidades, los socios de coalición de Radić lo expulsaron del Gobierno en abril de 1926, mes en el que Pašić dimitió como gesto de apoyo a su hijo, acusado de corrupción, pero con la intención de regresar pronto al Gobierno, lo que no logró antes de fallecer en diciembre. Radić mantuvo a sus diputados en el Gobierno hasta que, tras varias derrotas en elecciones locales, amenazó con votar contra el presupuesto, y el primer ministro Nikola Uzunović formó un nuevo Gobierno sin su formación en febrero de 1927. Uzunović obtuvo el apoyo de los clericales eslovenos a cambio de dejar la gestión de Eslovenia prácticamente en sus manos.
En abril, tras doce crisis de gobierno y cuatro cambios de gabinete, Uzunović cedió la presidencia del consejo al principal dirigente radical, Velimir Vukićević, que gobernó aliado con el disidente demócrata Vojislav Marinković y la JMO de Mehmed Spaho y gracias al beneplácito del rey, que libró al Gobierno de someterse al Parlamento durante la primavera y el verano y le permitió amañar a su favor las elecciones de septiembre de 1927. En estas Vukićević logró mantenerse al frente de los radicales con ciertas pérdidas, los demócratas ganaron algo de apoyo a su costa, Radić perdió un tercio de sus votos, pero apenas escaños y el resto de fuerzas regionales mantuvieron sus posiciones. Vukićević creó una amplia, pero inestable coalición de populistas eslovenos, radicales, demócratas, el JMO y el Partido Alemán en febrero de 1928, ante la negativa de Radić a retomar la coalición con los radicales. El antiguo centralista a ultranza Pribićević se coligó con Radić en la oposición al Gobierno tras los comicios.

### Asesinato de Radić y preludio de la dictadura real

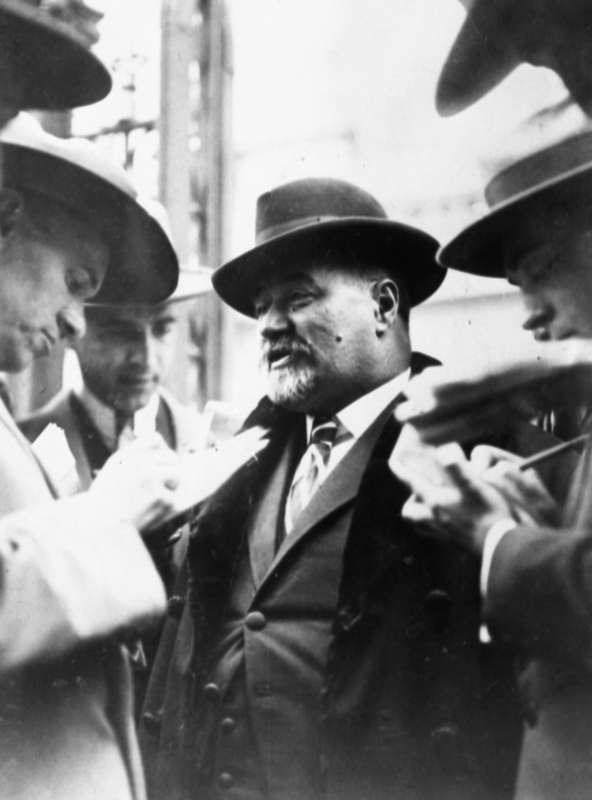
Stjepan Radić, principal político croata y de la oposición a la administración centralista. Su asesinato en el parlamento en 1928 desató la crisis política definitiva que llevó al rey Alejandro a establecer una dictadura real en 1929.

El Parlamento entró en una fase de creciente estancamiento y tensión entre los adversarios políticos tras este acuerdo entre opositores. En general los antiguos súbditos austrohúngaros se oponían cada vez con más vehemencia a la camarilla que controlaba el Gobierno central y con él la administración y finanzas de todo el Estado. La oposición era durísima, sobre todo la de Radić, y el Gobierno se negaba en redondo a hacer concesiones, agravándose la crisis.
La coalición de gobierno entró en crisis a comienzos de 1928 por disputas entre los partidos serbios y el rey trató de obtener el apoyo de Radić, sin éxito. Este sugirió por primera vez en febrero la conveniencia de formar un Gobierno presidido por un militar, con la idea de que se crease un Consejo de Ministros extraparlamentario que emprendiese la reforma integral del país. Vukićević siguió al frente del Gobierno, pero la alianza de Radić y Pribićević sumió al Parlamento en el caos. Las duras acusaciones contra los políticos serbios del antiguo reino, la postura de la oposición que impedía la mejora de relaciones con Italia y el comienzo de la crisis agraria agravaron la situación política.

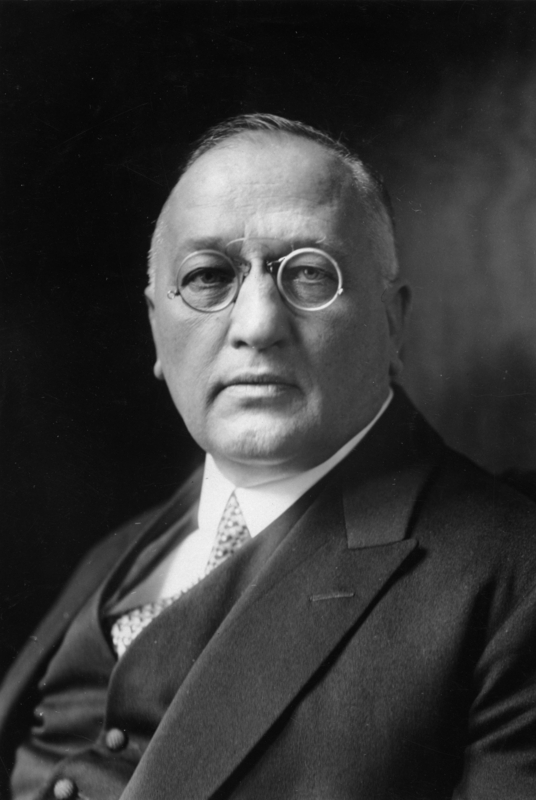
Anton Korošec, principal político esloveno, recibió el encargo real de formar Gobierno tras el asesinato de Radić, pero no logró superar la crisis política; su gabinete de coalición cayó por las intrigas parlamentarias habituales.

El 20 de junio de 1928, la tensión política y el estancamiento del Parlamento llegaron a su culminación con el asesinato de Radić, su sobrino Pavle y otros parlamentarios croatas a manos de un diputado fanático montenegrino, Puniša Račić. El asesino, enfurecido por las tácticas dilatorias y obstruccionistas de Radić en la Cámara, disparó contra ellos, hirió a tres diputados —al dirigente croata, de muerte— y asesinó a otros dos diputados. Radić fue trasladado a Zagreb, donde falleció dos meses después (8 de agosto de 1928).
Tras las muertes, los diputados opositores se retiraron del Parlamento, al que negaron validez; exigieron la abolición de la Constitución y la convocatoria de una nueva asamblea constituyente, a la vez que mantenían un programa errático y contradictorio. Por su parte, la postura del Gobierno fue completamente negativa y de cerrazón, negándose a hacer concesión alguna a la oposición o siquiera a investigar el crimen. Únicamente el monarca, consciente de la gravedad de los hechos, acudió a ver al moribundo Radić y trató de apaciguar los ánimos. El Gobierno cayó en junio no por los asesinatos, sino por su incapacidad de lograr un crédito internacional, entorpecido en ello por su fracaso en ratificar los Acuerdos de Nettuno.
Tras sopesar la sugerencia de Radić de un Gobierno tecnócrata con un militar al frente, el rey acabó decidiéndose por un Gobierno de coalición presidido por el esloveno Anton Korošec. Este gabinete no logró calmar la situación: se sucedieron las manifestaciones y las acusaciones mutuas entre el Gobierno y la oposición. Varias personas murieron en los disturbios acaecidos en Zagreb durante las celebraciones del aniversario de la creación del país.
A finales de año, creyendo posible lograr un entendimiento entre los croatas de Vladko Maček, el rey permitió al dirigente de los Demócratas Ljubomir Davidović desencadenar una crisis de gobierno que diese paso a nuevas elecciones y a una coalición demócrata-campesina, que Davidović prometió como probable. Korošec dimitió el 30 de diciembre de 1928.
Tras las elecciones, las demandas de Maček resultaron inaceptables para Davidović, que hubo de admitir que no había alcanzado un acuerdo previo con los croatas. El resto de partidos se negaron también a aceptar las exigencias del dirigente croata. El rey se decidió entonces por implantar una dictadura real para acabar con la crisis política el 6 de enero de 1929. El país había tenido una historia política turbulenta desde su fundación, con veinticinco cambios de gabinete en diez años.

## Política internacional
| Porcentaje de exportaciones por países (por valor, 1926-1930)                                                    |
| |
| Francia Gran_Bretaña Checoslovaquia Rumanía Grecia Turquía Austria Hungría Italia Alemania Según Hoptner, p. 95. |

Italia mantuvo una actitud de hostilidad hacia el nuevo país, considerándolo un nuevo rival por el control del Adriático y con el que se disputaba algunos territorios. Durante los primeros años de posguerra, hubo una dura disputa entre los dos países acerca de la frontera común tanto en Istria como en Dalmacia, especialmente por la posesión del antiguo puerto húngaro de Fiume. La Conferencia de Paz de París fue incapaz de dirimir la disputa italo-yugoslava sobre Fiume, que quedó pendiente del acuerdo entre las dos naciones. Tras la toma del poder por Mussolini, el Gobierno yugoslavo trató de mejorar las relaciones aceptando la toma de la ciudad y firmando los tratados de Roma en enero de 1924. La disputa por Albania, que Yugoslavia se negaba a entregar a Mussolini, acrecentó la tensión entre las dos naciones. Los políticos croatas, en el Gobierno desde 1925, se oponían además a la conciliación con Italia. En ese año, se produjeron violentas manifestaciones contra Italia en Eslovenia y Croacia, lo que llevó al ministro de Asuntos Exteriores a disculparse ante Mussolini, para disgusto de los croatas, que lo tomaron como una muestra más de la falta de interés de los serbios por sus demandas. Las diferencias económicas y jurídicas pendientes se resolvieron en los Acuerdos de Nettuno de julio de 1925, que no se ratificaron hasta noviembre de 1928 por disensiones intestinas de los yugoslavos.
Aparte de su tensa relación con Italia, el nuevo Estado yugoslavo mantuvo en estos años su cercanía a Francia, actitud que se mantuvo hasta el ascenso al poder de Hitler en Alemania. Los dos países firmaron un tratado bilateral de amistad en 1927.
Las relaciones con Hungría y Bulgaria tampoco eran amistosas, por las disputas territoriales. Checoslovaquia, Rumanía y Yugoslavia se concertaron a partir de 1919 para neutralizar el revisionismo húngaro y evitar la restauración de los Habsburgo en Hungría; los acuerdos entre las tres naciones se plasmaron en una serie de acuerdos bilaterales que se firmaron entre 1920 y 1921 y que originaron la creación de la denominada «Pequeña Entente».

## Balance del periodo
Con el tiempo se demostró que la nueva administración era inferior a la antigua del Imperio austrohúngaro, lo que causó descontento en las regiones que habían pertenecido a este país. Los sistemas impositivos tampoco llegaron a unificarse, quedando sujetas a mayores impuestos las antiguas regiones austrohúngaras, donde además la recaudación era más eficaz. Eran, sin embargo, las regiones más ricas y que menor devastación habían sufrido durante la guerra mundial. El control del Gobierno central de las finanzas y el predominio en este de los partidos serbios hacían que las formaciones políticas de las regiones que más contribuían se sintiesen a la vez explotadas y sin control de sus aportaciones. La gestión financiera del Gobierno, además, era dudosa. La administración, que quedó fundamentalmente el manos de los serbios del antiguo reino salvo en Eslovenia, no fue capaz de crecer a la velocidad que lo hizo la población del Estado (3 millones en Serbia en 1912, 4,5 en 1913 y 12 tras la guerra mundial). Atrasada, lenta, corrupta y dada al nepotismo, el centralismo del Estado la extendió de la antigua Serbia a todo el país. Los nombramientos administrativos no se hacían en función de la valía de los candidatos, sino por lealtades políticas a los partidos del Gobierno, especialmente al Radical. Los contratos estatales y obras públicas se concedieron desproporcionadamente a empresas serbias del antiguo reino. Hacia el final del periodo de gobierno parlamentario, los croatas apenas estaban representados en los puestos públicos como el servicio diplomático, la oficialidad del Ejército o el funcionariado estatal.
El censo electoral utilizado además era el de 1910, que no reflejaba la población real en la década de 1920. En las regiones del sur del país nunca hubo libertad real de sufragio y en Montenegro y Macedonia el censo estaba amañado para favorecer a los Radicales. El Estado llevaba a cabo una campaña de terror en estas regiones y parte de Bosnia.
Existieron durante todo el periodo cinco legislaciones diferentes, herencia de los diversos orígenes de los territorios yugoslavos.
La situación económica y social tampoco favoreció al nuevo país: la moneda no logró estabilizarse, existían graves problemas de vivienda y abundaba la especulación económica. La superpoblación agraria persistió.
El sistema parlamentario fracasó como instrumento de unidad nacional: no existían partidos nacionales, aparte de los socialistas y comunistas (de escaso apoyo o pronto prohibidos), sino solo regionalistas. La idea de la nación yugoslava no cuajó: las comunidades mantuvieron sus identidades regionales. El parlamentarismo se mostró incapaz de resolver los problemas del país y degeneró en una continua disputa entre los grupos políticos por trivialidades, repartos de poder y choques de personalidades entre sus muchos dirigentes. Se sucedieron las coaliciones inestables de partidos sin base suficiente para durar en el Gobierno más allá de unos pocos meses. La falta de mayorías suficientes requería las continuas coaliciones. Las formaciones políticas se distinguían más por la personalidad de sus dirigentes que por sus principios ideológicos. Mientras los políticos croatas mantenían sus tácticas obstruccionistas heredadas de la época austrohúngara, los serbios subestimaron las dificultades de la unión y no se mostraron sensibles a las demandas croatas.